# Kaffeceremoni
Kaffeceremoni (ቡና ማፍላት) är en av de mest välkända delarna av den eritreanska och etiopiska kulturen. Kaffe (bon på amhariska) erbjuds när man besöker vänner, under festligheter, eller som en daglig stapelvara. Om man avböjer ett erbjudande om kaffe erbjuds man antagligen te (shai).

## Bryggning
Kaffet bryggs genom att rosta gröna kaffebönor över het kol i en glödpanna. När bönorna är färdigrostade erbjuds varje deltagare att testa den aromatiska röken genom att vifta den mot sig. Nästa steg är vanligtvis malningen av bönorna, vilket ofta görs i en mortel av trä. Det malda kaffet läggs därefter i ett speciellt kärl och kokas. Kokkärlet (jebena) görs vanligtvis av krukmakare och har en sfärisk botten, en hals och öppning att hälla ur, samt ett handtag som kopplar samman halsen och botten. När kaffet kokar upp genom halsen hälls det i, och ut or en annan behållare för att kyla ner det, varefter det läggs tillbaka i det första kärlet för att upprepa proceduren. Efter andra uppkokningen hälls kaffet genom ett filter gjort på tagel eller liknande material.

## Servering

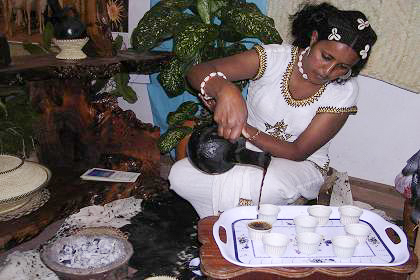
En eritreansk kvinna som häller traditionellt bryggt kaffe i koppar

Värdinnan häller kaffet i alla besökarnas koppar genom att flytta det lutande kokkärlet över en bricka med små, handtagslösa koppar tills de är fulla. En del av kaffet kommer oundvikligen att missa koppen, för att skydda det malda kaffet från att kontaminera. En extra kopp hälls upp varje gång. De malda bönorna bryggs tre gånger. På tigrinska kallas den första omgången för awel, den andra kale'i och den tredje bereka. Ceremonin kan även innehålla bränning av olika traditionella rökelser såsom olibanum eller gummi arabicum.